# James E. Smith
James Edward Smith (* 29. November 1950) ist ein US-amerikanischer Computeringenieur.
Smith studierte Elektrotechnik an der University of Illinois mit dem Bachelor-Abschluss 1972, dem Master-Abschluss 1974 und der Promotion 1976. Er war Professor an der University of Wisconsin–Madison, abgesehen von längeren Zeiten in der Industrie (Cray Research) von 1979 bis 1981 und von 1984 bis 1989.
Er ist bekannt für einige Innovationen in der Mikroarchitektur von fortgeschrittenen Prozessoren, wie Verzweigungs-Vorhersage (Branch Prediction) und Reorder Buffer, die Out-of-order execution ermöglichen.
In jüngster Zeit befasst er sich mit co-designed Virtual Machines, Computerarchitekturen mit gleichzeitiger Entwicklung systemnaher Software und Hardware.
1999 erhielt er den Eckert-Mauchly Award.